# Associazione Calcio Venezia 1970-1971
Questa voce raccoglie le informazioni riguardanti l'Associazione Calcio Venezia nelle competizioni ufficiali della stagione 1970-1971.

## Rosa
| N. |                   | Ruolo | Calciatore         |
| -- | ----------------- | ----- | ------------------ |
|    | Italia (bandiera) | A     | Alessio Badari     |
|    | Italia (bandiera) | A     | Roberto Bellinazzi |
|    | Italia (bandiera) | C     | Bruno Bianchi      |
|    | Italia (bandiera) | A     | Franco Dori        |
|    | Italia (bandiera) | D     | Piero Dotti        |
|    | Italia (bandiera) | P     | Nevio Favaro       |
|    | Italia (bandiera) | D     | Antonio Kuk        |
|    | Italia (bandiera) | C     | Dante Maiani       |
|    | Italia (bandiera) | C     | Aldo Porzionato    |

| N. |                   | Ruolo | Calciatore        |
| -- | ----------------- | ----- | ----------------- |
|    | Italia (bandiera) | A     | Giovanni Ridolfi  |
|    | Italia (bandiera) | C     | Franco Ronchi     |
|    | Italia (bandiera) | C     | Vittorino Rossi   |
|    | Italia (bandiera) | D     | Sandro Santarello |
|    | Italia (bandiera) | C     | Nello Scarpa      |
|    | Italia (bandiera) | P     | Roberto Terreni   |
|    | Italia (bandiera) | A     | Renato Testa      |
|    | Italia (bandiera) | D     | Roberto Zanon     |